# Niemiecka Biblioteka Narodowa
Niemiecka Biblioteka Narodowa (niem. Deutsche Nationalbibliothek) – biblioteka narodowa Niemiec.
Zadania tego centrum są unikalne w skali Niemiec i obejmują kolekcjonowanie, archiwizowanie, dokumentowanie oraz zapis bibliograficzny wszystkich niemieckich i niemieckojęzycznych publikacji od 1913 roku, zagranicznych publikacji o Niemczech, przekładów prac niemieckich oraz prac niemieckojęzycznych emigrantów opublikowanych za granicą w latach 1933–1945, a także publiczne udostępnianie tych zbiorów.

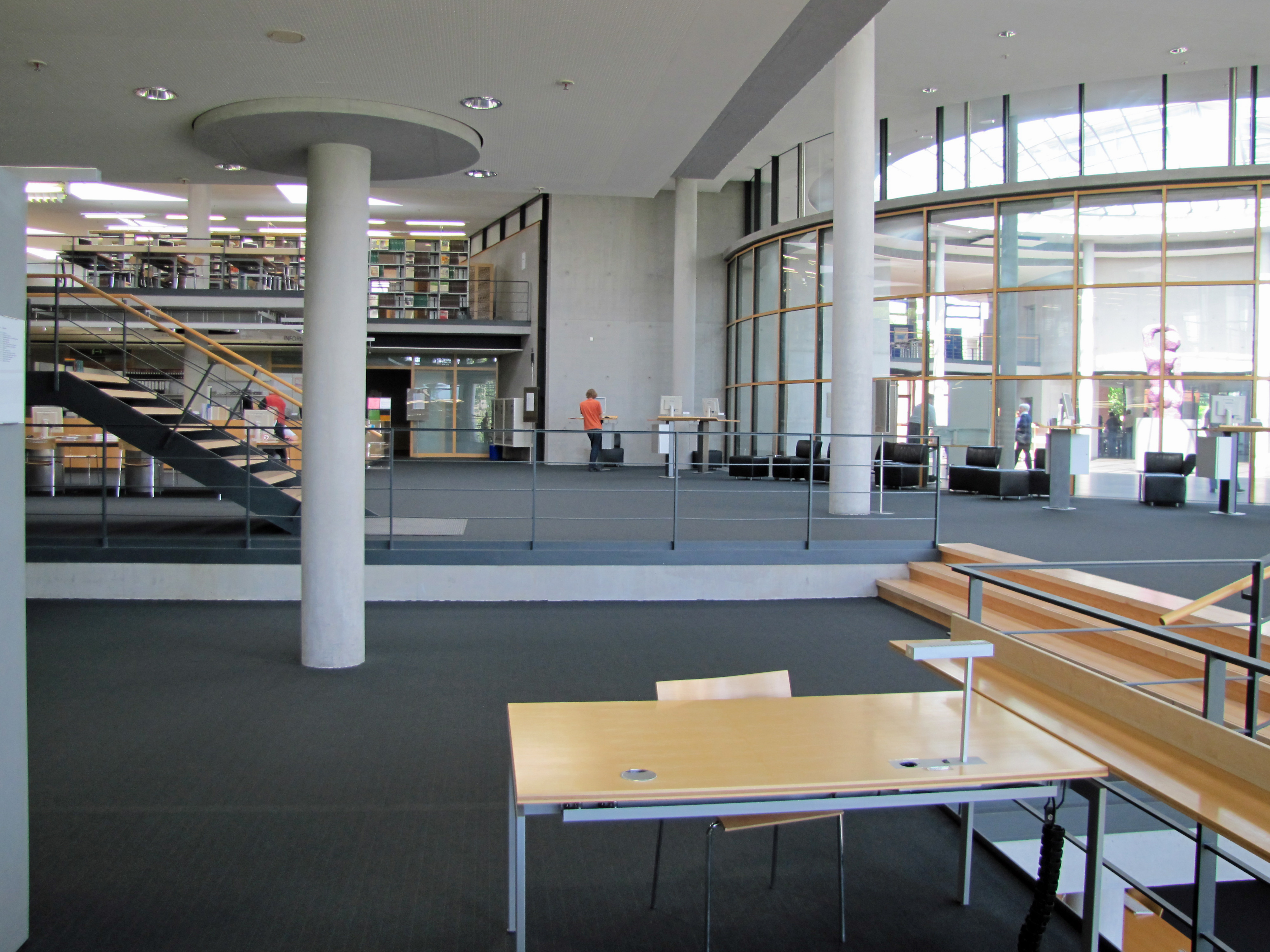
Czytelnia we Frankfurcie nad Menem

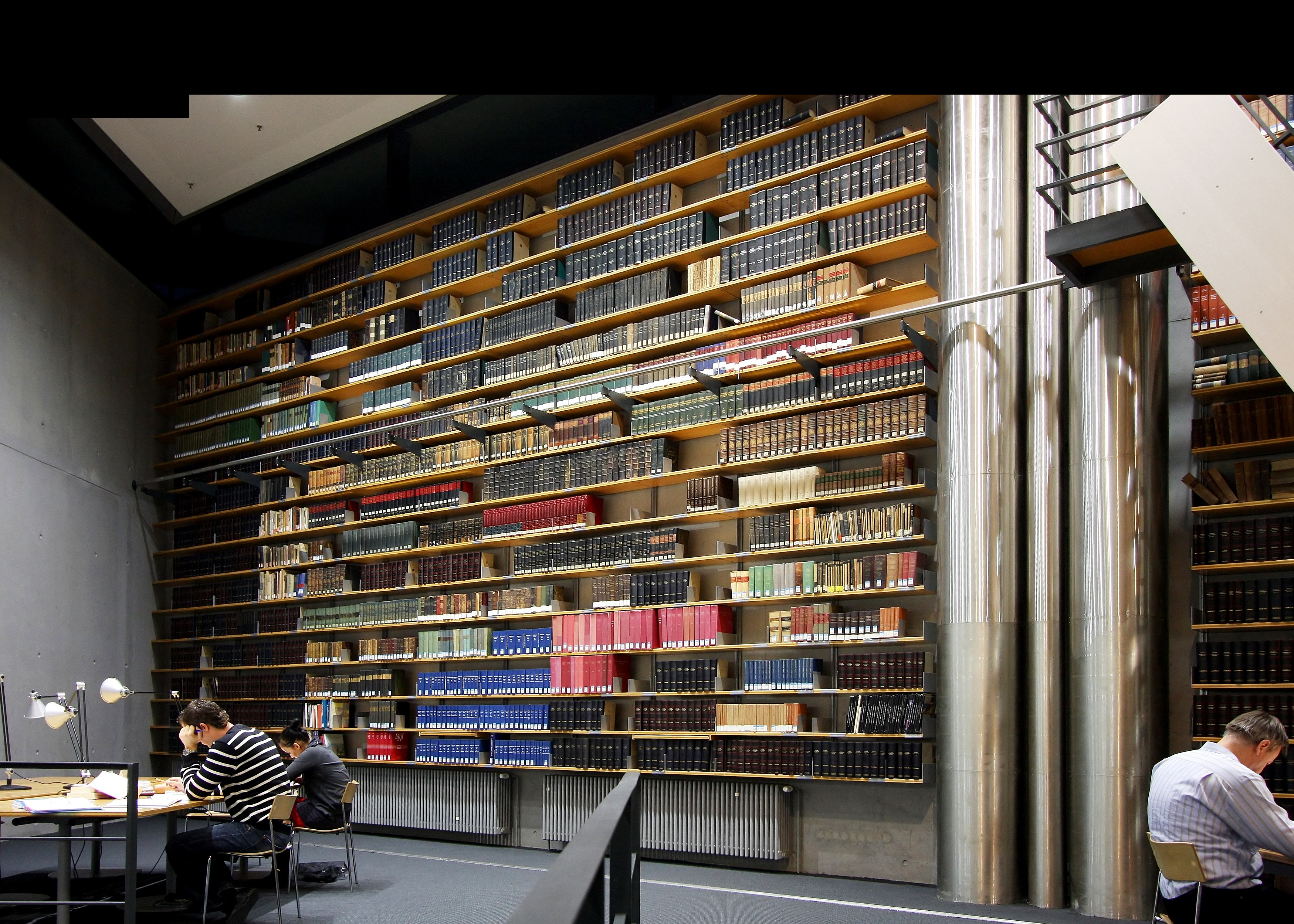
Czytelnia we Frankfurcie nad Menem

Zadania te wypełniane są przez centra w Lipsku (dawniej Deutsche Bücherei), Frankfurcie nad Menem (dawniej Deutsche Bibliothek) i Berlinie (Deutsches Musikarchiv). Zbiory obejmują około 24,1 milionów:
- Lipsk: 14,3 miliona pozycji
- Frankfurt nad Menem: 8,3 miliona pozycji
- Berlin: 1,5 miliona pozycji

## Budynek w Lipsku
Budynek główny biblioteki, mieszczący się w Lipsku, został zbudowany w latach 1914 do 1916 według projektu Oskara Puscha. Fasada budynku ma długość 160 m i zwrócona jest na „Deutscher Platz”. Budynek był finansowany przez króla Saksonii Fryderyka Augusta III. Otwarcie budynku miało miejsce 14 października 1916 roku. Na fasadzie umieszczone są portrety Bismarcka, Goethego i Gutenberga. Rzeźby wyobrażają Technologię, Filozofię, Sprawiedliwość, Medycynę itd.